# A. J. Stevens
Pour les articles homonymes, voir AJS.
A. J. Stevens (AJS) était une marque de voitures et de motos de la société britannique de Wolverhampton, fondée en 1899.

## Historique
En 1937, AJS fusionne avec Matchless et Sunbeam pour fonder Associated Motor Cycles (en) (AMC).

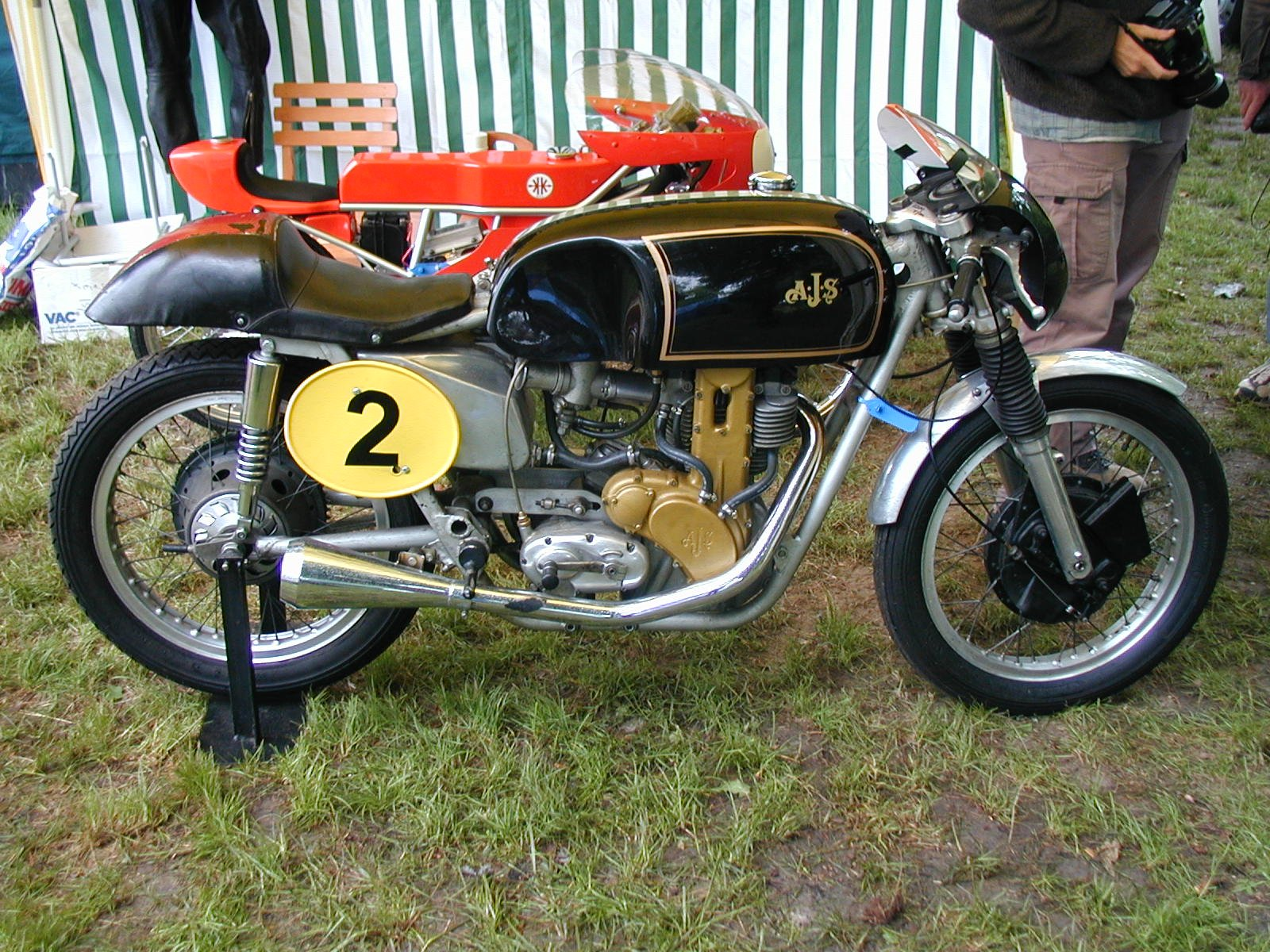
Une AJS de compétition, la 7R 350 cm3 « Boy Racer ».
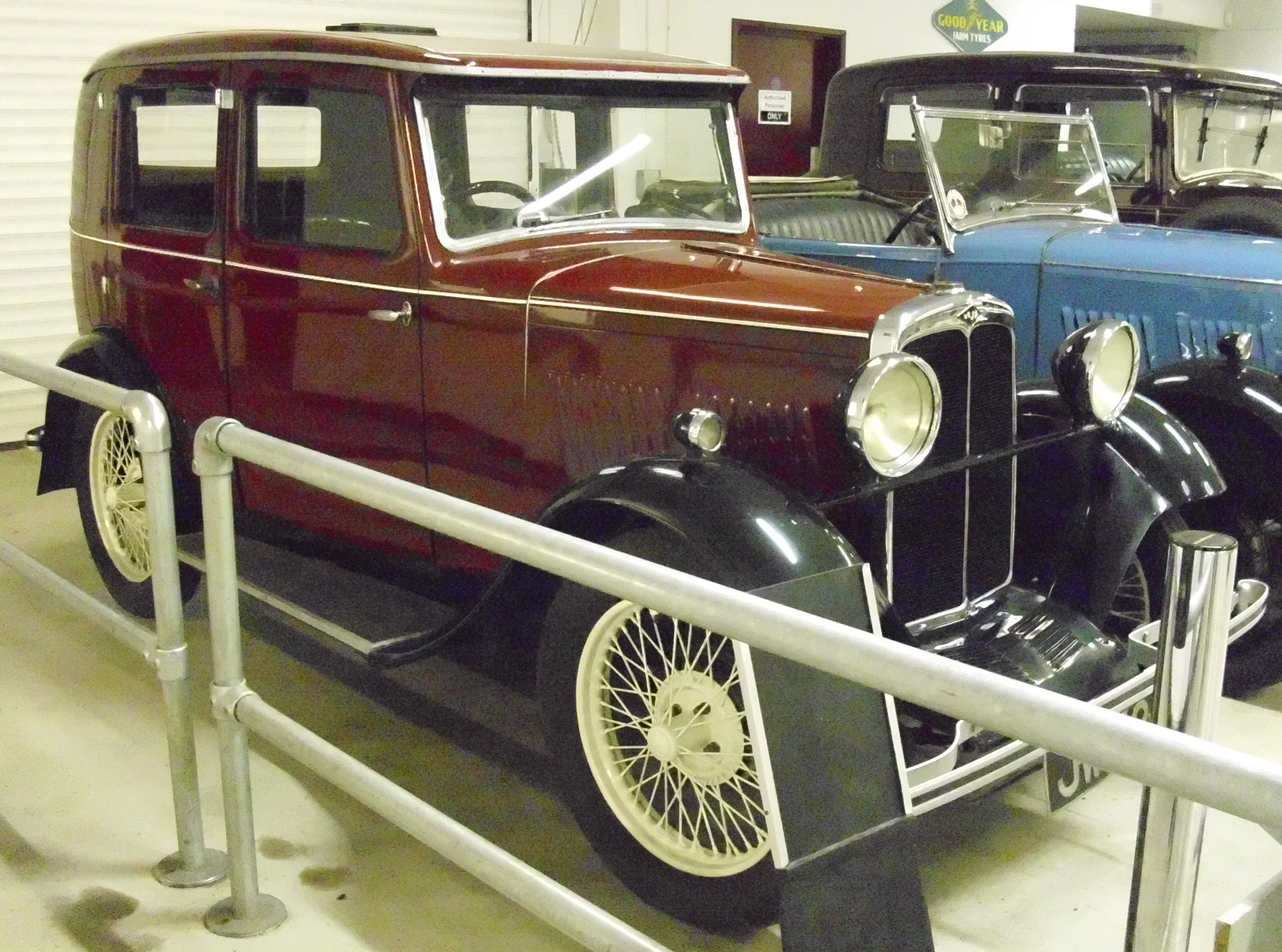
Une AJS 9 HP de 1930-1931.
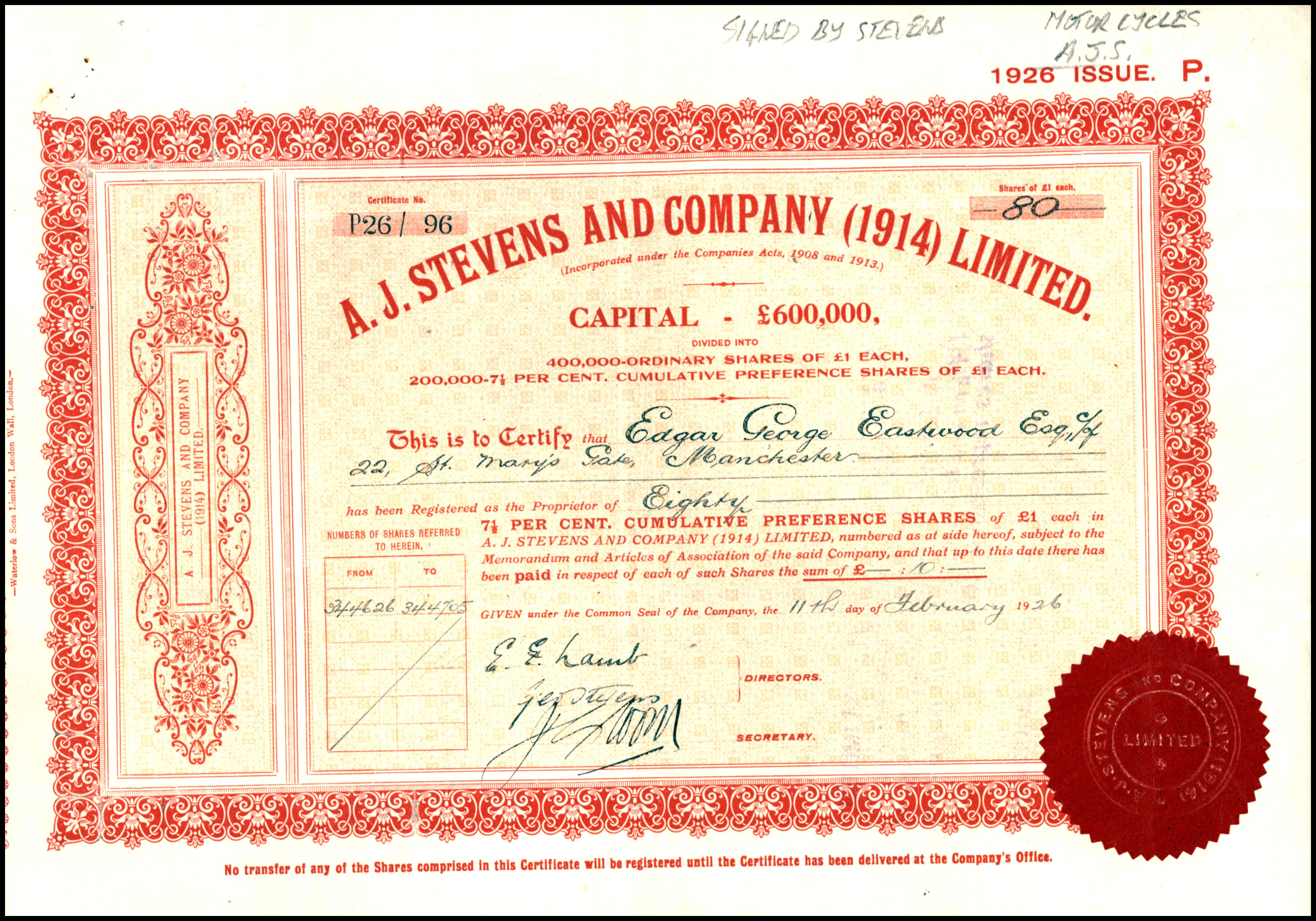
Action de l'A. J. Stevens and Company (1914) Ltd. en date du 11 février 1926.

AJS est la marque sur laquelle courait  Leslie Graham lors de la première édition du Championnat du monde de vitesse moto en 1949, qu'il remporta.